# Genís Guàrdia i Roca
Genís Guàrdia i Roca (Montornès del Vallès, 1865 – Vallromanes, 1935) va ser el primer alcalde de Vallromanes.
De professió pagès, descendia d'una família propietària rural. Va ser el primer alcalde que va tenir la població de Vallromanes quan s'independitzà de Montornès del Vallès, municipi al qual pertanyia. Guàrdia ocupà el càrrec del 18 d'agost del 1933 fins a l'1 de febrer del 1934.
Exercí de sagristà de l'església parroquial de Sant Vicenç. També va ser president del sindicat agrícola, que amb el temps esdevindria l'actual "Cooperativa Agrària i Forestal".